# Nue

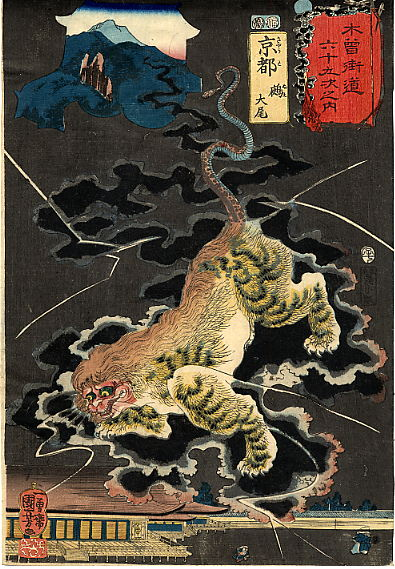
Utagawa Kuniyoshi: Taibi (Das Ende, 1852). Der Druck zeigt eine Nue die, in eine schwarze Wolke gehüllt, in den kaiserlichen Palast herabsteigt.

Die Nue (jap. 鵺) ist ein Mischwesen aus dem japanischen Volksglauben. 
Es soll den Kopf eines Affen, den Körper eines Tanuki, die Beine eines Tigers und eine Schlange als Schwanz besitzen. Auf Grund dieser Erscheinung wird sie auch als japanische Chimäre bezeichnet und ähnelt dem Mantikor, einem griechisch-persischen Fabelwesen. Der Legende nach kann sich eine Nue in eine schwarze Wolke verwandeln und fliegen. Nue gelten als Boten von Unglück und Krankheiten.
Nach dem Heike Monogatari erkrankte der Konoe-tennō im Sommer 1153, nachdem er jede Nacht schreckliche Albträume hatte und eine dunkle Wolke um 2 Uhr morgens auf dem Dach des Palastes erschien. Der Samurai Minamoto no Yorimasa stieg eines Nachts auf das Dach und schoss einen Pfeil in die Wolke, aus der daraufhin eine tote Nue fiel. Yorimasu versenkte dann den Körper im Japanischen Meer.
In einer lokalen Erweiterung dieser Geschichte trieb die Leiche in eine Bucht. Die Einheimischen fürchteten ihren Fluch und vergruben sie deshalb. Ein heute dort stehender Hügel soll dieses Grab sein.
Um 1435 schrieb Zeami ein Nō-Stück namens Nue, welches die genannten Ereignisse des Heike Monogatari behandelt.
Im Manga Detektiv Conan wird das Fabelwesen Nue als Tarnung eines Täters aufgegriffen. Außerdem bildet es das Cover auf Band 91.

## Etymologie
Nue als Wort erscheint in der ältesten japanischen Literatur wie dem Kojiki (712) und dem Wamyō Ruijushō (ca. 934). Basierend auf dem Man’yōgana, der historischen Schreibweise, wurde es früher nuye ausgesprochen. Damals bezeichnete es jedoch die Erddrossel.
Im Heike Monogatari aus dem 13. Jahrhundert soll die Nue zusätzlich zu dem genannten Erscheinungsbild die Stimme einer Erddrossel besessen haben.